# Jimmy Wales Foundation
A Jimmy Wales Foundation for Freedom of Expression é uma organização sem fins lucrativos baseada em Londres, criada por Jimmy Wales para lutar contra violações dos direitos humanos no campo de liberdade de expressão.
Jimmy Wales criou a fundação após receber um prêmio  do líder de Dubai. Inicialmente, Wales pretendia não aceitar tal prêmio, em razão das rígidas leis de censura vigentes no país, porém a devolução não foi permitida.
O CEO  da fundação é Orit Kopel.